# فیصل الجمعان
فیصل الجمعان (عربی: فيصل الجمعان؛ زادهٔ ۱۲ ژوئن ۱۹۸۶) یک بازیکن فوتبال اهل عربستان سعودی است.
از باشگاه‌هایی که در آن بازی کرده‌است می‌توان به الفتح عربستان، و الهلال عربستان، هجر عربستان، الفتح عربستان، و الاتفاق عربستان اشاره کرد.